# Österkobben (Sottunga, Åland)
Österkobben är ett skär i Åland (Finland). Det ligger i Skärgårdshavet och i kommunen Sottunga i landskapet Åland, i den sydvästra delen av landet. Ön ligger omkring 38 kilometer öster om Mariehamn och omkring 240 kilometer väster om Helsingfors. Österkobben ligger 1 meter över havet.
Öns area är 0,6 hektar och dess största längd är 110 meter i sydväst-nordöstlig riktning. Trakten är glest befolkad. Närmaste större samhälle är Föglö, 19,6 km sydväst om Österkobben.